# تاريخ الألعاب
يعود تاريخ الألعاب إلى الماضي البشري القديم. الألعاب جزء لا يتجزأ من جميع الثقافات وهي واحدة من أقدم أشكال التفاعل الاجتماعي البشري. الألعاب هي تعبيرات رسمية عن اللعب تسمح للناس بتجاوز الخيال المباشر والنشاط البدني المباشر. تشمل السمات المشتركة للألعاب عدم اليقين في النتيجة، والقواعد المتفق عليها، والمنافسة، والمكان والزمان المنفصلين، وعناصر الخيال، وعناصر الحظ، والأهداف المحددة والمتعة الشخصية.
تلتقط الألعاب الأفكار ووجهات النظر العالمية لثقافاتهم وتنقلها إلى جيل المستقبل. كانت الألعاب مهمة كأحداث ترابط ثقافي واجتماعي، كأدوات تعليمية وكعلامات على الوضع الاجتماعي. باعتبارها تسلية للعائلة المالكة والنخبة، أصبحت بعض الألعاب سمات مشتركة لثقافة المحكمة وتم تقديمها أيضًا كهدايا. غالبًا ما كانت ألعاب مثل Senet ولعبة كرة أمريكا الوسطى مشبعة بالأهمية الدينية الأسطورية والطقوسية. تم استخدام ألعاب مثل Gyan Chauper و The Mansion of Happiness لتعليم الدروس الروحية والأخلاقية بينما كان ينظر إلى Shatranj و Wéiqí (Go) على أنهما وسيلة لتطوير التفكير الاستراتيجي والمهارات العقلية من قبل النخبة السياسية والعسكرية.